# متعددة حدود واحدية المدخل
في الجبر، متعددة حدود واحدية المدخل هي متعددة حدود ذات متغير واحد وحيث المعامل الأساسي يساوي واحدا. بتعبير آخر، هي كل متعددة حدود تأخذ الشكل التالي:
{\displaystyle c_{n}x^{n}+c_{n-1}x^{n-1}+\cdots +c_{2}x^{2}+c_{1}x+c_{0}}
حيث {\displaystyle c_{n}=1}.

## التسمية
اجتهاد شخصي.